# Klaus Brand (Handballspieler)
Klaus Brand (* 7. August 1941 in Gummersbach) ist ein ehemaliger deutscher Handballspieler und -trainer.
Wie seine jüngeren Brüder Jochen und Heiner war auch Klaus Brand von Kindesbeinen an Mitglied des VfL Gummersbach und wurde – ebenfalls wie seine Brüder – deutscher Nationalspieler.
Klaus Brand wurde in den 1960er und frühen 1970er Jahren mit dem VfL Gummersbach als Spieler dreimal deutscher Meister. 1967 war Klaus Brand als Kapitän zusammen mit seinem Bruder Jochen beteiligt, als der VfL mit 17:13 gegen Dukla Prag erstmals Europapokalsieger wurde. Auch 1970 beim 14:11 gegen Dynamo Berlin waren Klaus und Jochen Brand dabei. 1971 wechselte er zum Nachbarn TuS Derschlag, mit dem er als Spieler und später als Spielertrainer in die einteilige Bundesliga aufstieg. 1984 kehrte er als Chef-Trainer zum VfL Gummersbach zurück und holte in der Saison 1984/85 den Meistertitel nach Gummersbach.
Für seine sportlichen Leistungen wurde er am 28. April 1967 mit dem Silbernen Lorbeerblatt ausgezeichnet.